# Мирослав Радовић
Мирослав Радовић (Горажде, 16. јануар 1984) бивши је српски фудбалер.

## Каријера
Радовић је почео своју сениорску каријеру у Партизану. Уписао је један наступ у групној фази у Лиги шампиона у сезони 2003/04, против Порта, који је у тој сезони освојио ово такмичење.
Дана 25. фебруара, 2005. године, Радовић је постигао победоносни гол против Дњепра у шеснаестини финала Купа УЕФА.
Радовић је наступао за Легију из Варшаве од 2006. до 2015. Са њима је освојио две титуле првака Пољске, као и четири Купа и један Суперкуп, а у сезони 2013/14. је проглашен за најбољег фудбалера Екстракласе. Радовић је током тих осам и по година на 329 утакмица постигао 77 голова.
Током 2015. Радовић је наступао у другој лиги Кине за Хебеи код тренера Радомира Антића. У фебруару 2016. се вратио у Европу и постао члан Олимпије из Љубљане. Остао је са њима до краја сезоне, и помогао тиму да постане првак Словеније. За Олимпију је одиграо 14 утакмица и дао два гола.
У јуну 2016. Радовић се вратио у Партизан. Међутим Радовић је у истом прелазном року, након само 76 дана, напустио „црно-беле” и вратио се у Легију из Варшаве. У свом другом мандату у Хумској је одиграо девет утакмица и постигао два гола: Јавору у Ивањици и Раду у Хумској. Против Грађевинара је, у одсуству Саше Илића, носио и капитенску траку. У дресу Легије је провео три сезоне, да би у јуну 2019. напустио клуб.

## Репрезентација
Од 2004. до 2006. Радовић је наступао за репрезентацију Србије до 21 године, где је на шест наступа постигао 1 гол.

## Трофеји
Партизан
- Првенство Србије и Црне Горе (1) : 2004/05.

Легија Варшава
- Првенство Пољске (4) : 2012/13, 2013/14, 2016/17, 2017/18
- Куп Пољске (5) : 2007/08, 2010/11, 2011/12, 2012/13, 2017/18.
- Суперкуп Пољске (1) : 2008.

Олимпија Љубљана
- Првенство Словеније (1) : 2015/16.